# Bornbach (Tarpenbek)
El Bornbach és un petit afluent del Tarpenbek a Hamburg (Alemanya). Neix d'una font prop del carrer Ochsenzoll, a la frontera amb Slesvig-Holstein, a la vora de la torbera alta del Raakmoor, i desemboca al Tarpenbek a Langenhorn, a la frontera amb Garstedt (Norderstedt) a una bassa, abans de desaparèixer junts amb el Tarpenbek sota l'Aeroport d'Hamburg.

## Etimologia
És un nom compost d'una arrel del baix alemany: Born (font) i d'una arrel alemanya Bach (rierol). Significaria doncs "rierol de la font".

## Galeria

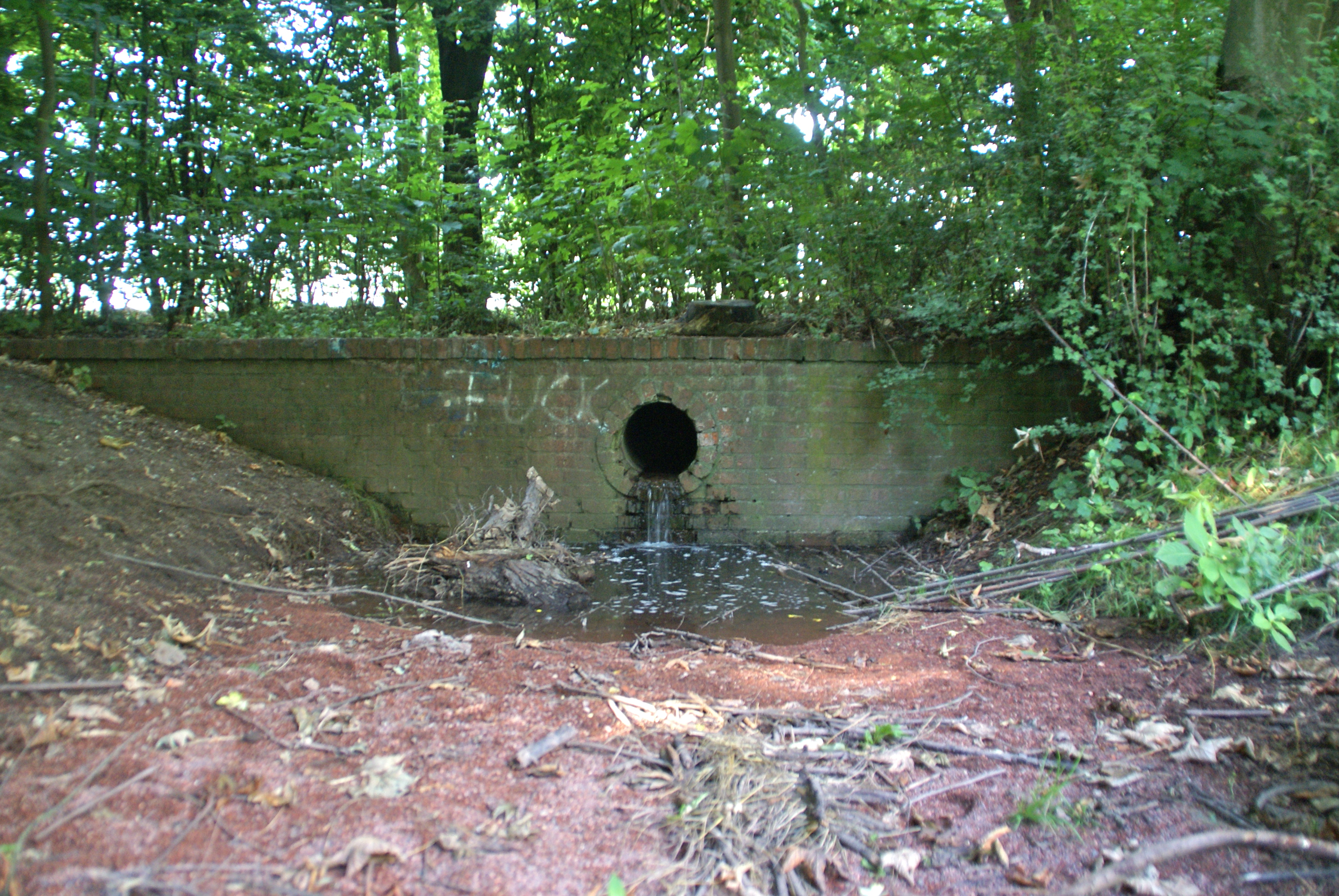
La font del Bornbach a Ochsenzoll
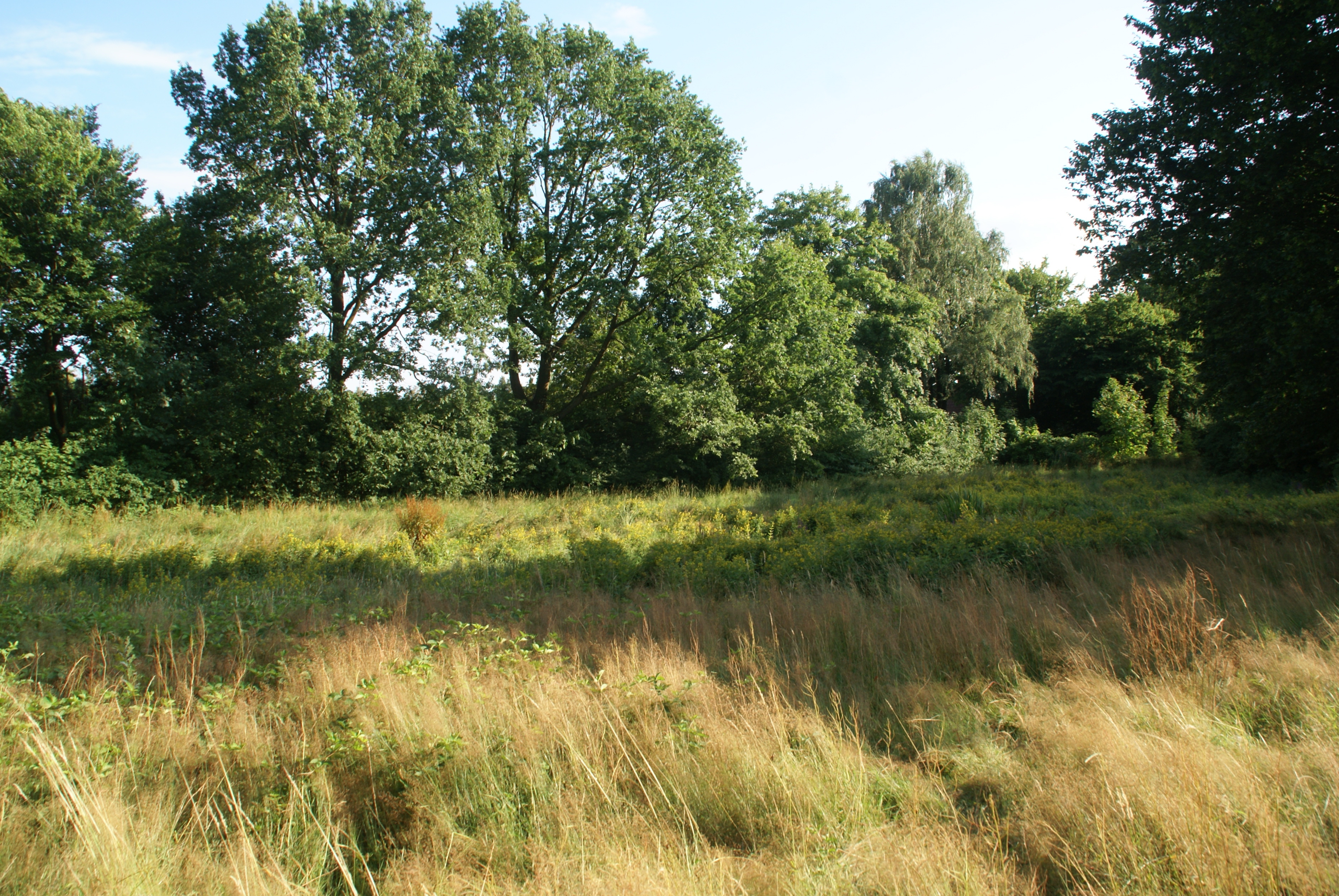
Prats humits al marge del Bornbach
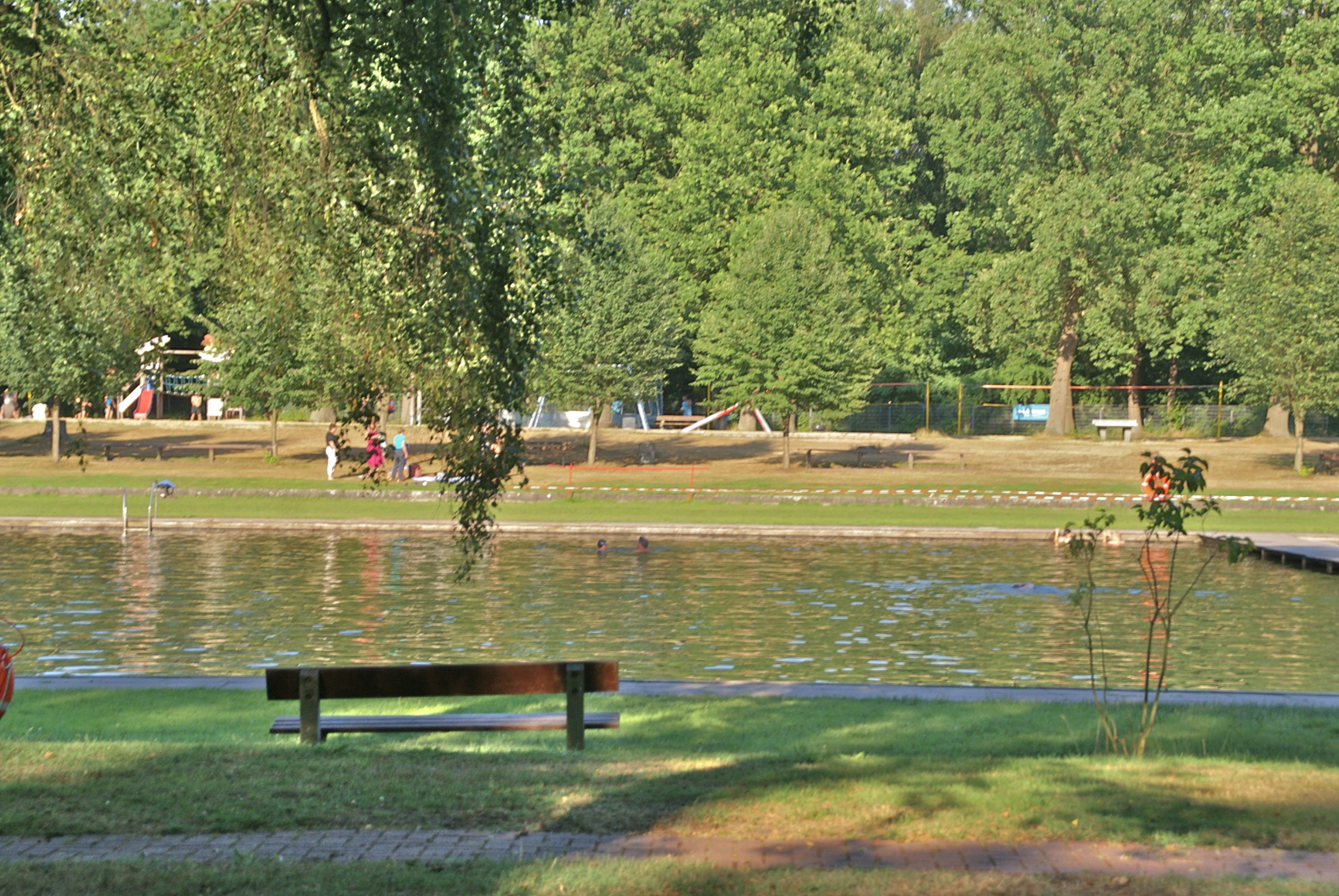
La piscina a cel obert al costat del riu a Kiwittsmoor
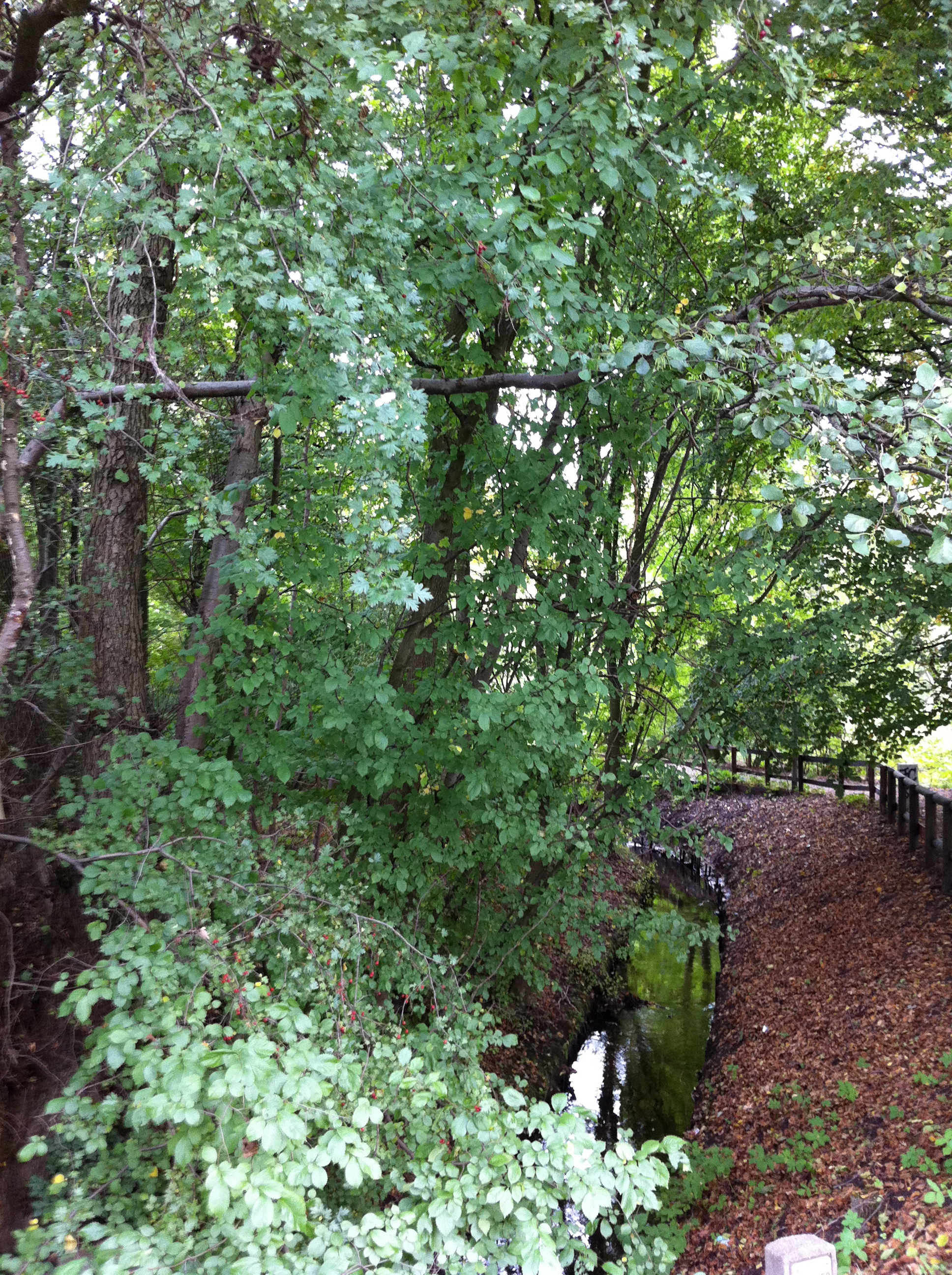
El riu tot just abans de creuar la Langenhorner Chaussee